# 鳥越道場
鳥越道場～一流芸能人への道～（とりごえ どうじょう いちりゅう げいのうじんへの みち）は、テレビ朝日で主に改編期に放送された特別番組である。
第一弾は2005年12月27日に全国ネットで放送され、好評につき第三弾まで放送された。

## 概要
ジャーナリストである鳥越俊太郎が道場長に扮し門下生であるタレント達を一流の芸能人にするべく様々な修行を行うバラエティ番組。
鳥越の冠番組であるにもかかわらず出演時間は短い。実質は、師範代に扮する中山秀征が進行し、レギュラー陣がロケ企画を行う。ビビる大木、眞鍋かをり、若槻千夏のメンバーが門下生である。
鳥越以外のメンバーは、かつてテレビ東京で放送された深夜番組「中山道」のレギュラー出演者であり、下ネタ中心の番組内容もほぼ同じである（制作会社も同じくビー・ブレーンである）。

## 主な出演者
- 鳥越俊太郎（道場長）
- 中山秀征（師範代であるが実質的な司会）
- ビビる大木
大木の母・偉恭子（）も毎回出演。大木は、母の前で体を張った企画をやらされる。
- 眞鍋かをり
第三弾では他の仕事があり番組後半は出演していない。中山道と同様、別の仕事が最優先のようである[独自研究?]。
- 若槻千夏
第二弾放送の時、レギュラー出演している「うまッチ!」と放送時間が重なるので最初の15分のみ出演。第三弾は他の仕事でロケに参加できず電話で出演、若槻の代わりに西川史子と磯山さやかが出演。
- 井森美幸（第一弾）
- 住谷正樹（レイザーラモンHG）（第一弾）
- 西川史子（第三弾のみ）
- 磯山さやか（同上）

## 放送時間
- 第一弾：2005年12月27日（火曜日）24時35分 - 25時30分
- 第二弾：2006年4月29日（土曜日）24時30分 - 25時30分（「ドスペ2」枠で放送）
- 第三弾：2006年12月30日（土曜日）23時20分 - 24時45分